# Colmeias (Leiria)
Colmeias é uma povoação portuguesa do Município e do Distrito de Leiria, na antiga província da Beira Litoral, que foi sede da extinta Freguesia de Colmeias, freguesia que tinha 35,39 km², de área e 3 278 habitantes (2011), e, por isso, uma densidade populacional de 92,6 hab/km². Colmeias dista 13 kms da cidade de Leiria.
A Freguesia de Colmeias foi extinta em 2013, no âmbito de uma reforma administrativa nacional, para, em conjunto com a Freguesia de Memória, formar uma nova freguesia denominada União das Freguesias de Colmeias e Memória da qual é a sede.

## População
| População da freguesia de Colmeias | População da freguesia de Colmeias | População da freguesia de Colmeias | População da freguesia de Colmeias | População da freguesia de Colmeias | População da freguesia de Colmeias | População da freguesia de Colmeias | População da freguesia de Colmeias | População da freguesia de Colmeias | População da freguesia de Colmeias | População da freguesia de Colmeias | População da freguesia de Colmeias | População da freguesia de Colmeias | População da freguesia de Colmeias | População da freguesia de Colmeias |
| ---------------------------------- | ---------------------------------- | ---------------------------------- | ---------------------------------- | ---------------------------------- | ---------------------------------- | ---------------------------------- | ---------------------------------- | ---------------------------------- | ---------------------------------- | ---------------------------------- | ---------------------------------- | ---------------------------------- | ---------------------------------- | ---------------------------------- |
| 1864                               | 1878                               | 1890                               | 1900                               | 1911                               | 1920                               | 1930                               | 1940                               | 1950                               | 1960                               | 1970                               | 1981                               | 1991                               | 2001                               | 2011                               |
| 2 214                              | 2 491                              | 3 027                              | 3 338                              | 3 766                              | 4 277                              | 4 244                              | 5 117                              | 5 958                              | 6 062                              | 4 564                              | 4 747                              | 3 481                              | 3 717                              | 3 278                              |

Com lugares desta freguesia foi criada  em 1928 a freguesia de Boa Vista e em 1985 a freguesia de Memória

## Povoações fronteiriças
A Freguesia de Colmeias fazia fronteira com Boa Vista, Caranguejeira, Milagres, Bidoeira de Cima e Memória (do Município de Leiria), com Meirinhas, São Simão de Litém e Vermoil (do Município de Pombal) e com Matas (do Município de Ourém).

## Lugares da antiga Freguesia de Colmeias
Além da sede. a Freguesia de Colmeias era composta por trinta e sete lugares
- Agodim
- Arneiro
- Alfaiatas
- Areias
- Barracão
- Brejieira
- Bouça
- Casal da Raposeira
- Casal do Monte
- Casal d´Além
- Chã
- Chumbaria
- Confraria
- Crasto
- Eira Velha
- Estrada da Bouça
- Feijão
- Galego
- Gracios
- Igreja Velha
- Lagares
- Lameiria
- Laranjeira
- Lourais
- Monte do Barracão
- Outeiro da Lameiria
- Outeiro do Crasto
- Portela do Outeiro
- Raposeira
- Sapinha
- Serra do Branco
- Talos
- Vale D' Água
- Vale do Grou
- Vale da Raposeira
- Valongo

## Património
- Igreja Paroquial de São Miguel, na Eira Velha, de meados do século XVIII, com quatro altares – sendo dois laterais com Nossa Senhora de Fátima no da direita e Nossa Senhora do Rosário no da esquerda, e dois colaterais, com a imagem do Sagrado Coração de Jesus no da direita e a de São Miguel Arcanjo no da esquerda. No lugar de Igreja Velha existe outra igreja que foi reconstruida em 1999.
- Capela de Nossa Senhora da Piedade (Colmeias), na Igreja Velha, foi sede da paróquia de São Miguel das Colmeias, entre 1700 e 1760. Os trabalhos de edificação desta Capela iniciaram-se no reinado de D. Afonso Henriques (1128-1185), o que faz dele um dos mais antigos do bispado de Leiria. Adoptou a sua invocação actual depois da transferência da sede paroquial para o lugar de Eira Velha.
- Troncão parque, localizado nos Gracios, é um dos parques mais conhecidos do distrito de Leiria sendo aplaudido pela festa anual dos anos 80.

## Eventos culturais (Festas populares e religiosas)
- Espírito Santo (Domingo de Pentecostes)
- Sagrado Coração de Jesus (último fim de semana de Setembro)
- Nossa Sra. da Memória (Agosto)
- Nossa Sra. da Piedade (em Igreja Velha, no segundo fim de semana de Agosto)
- Santo António (no segundo fim de semana de Agosto)
- S. João Baptista (em Barracão, no fim de semana de S. João em Junho)
- Feira de S. Silvestre (31 de Dezembro)